# Ciberadicción

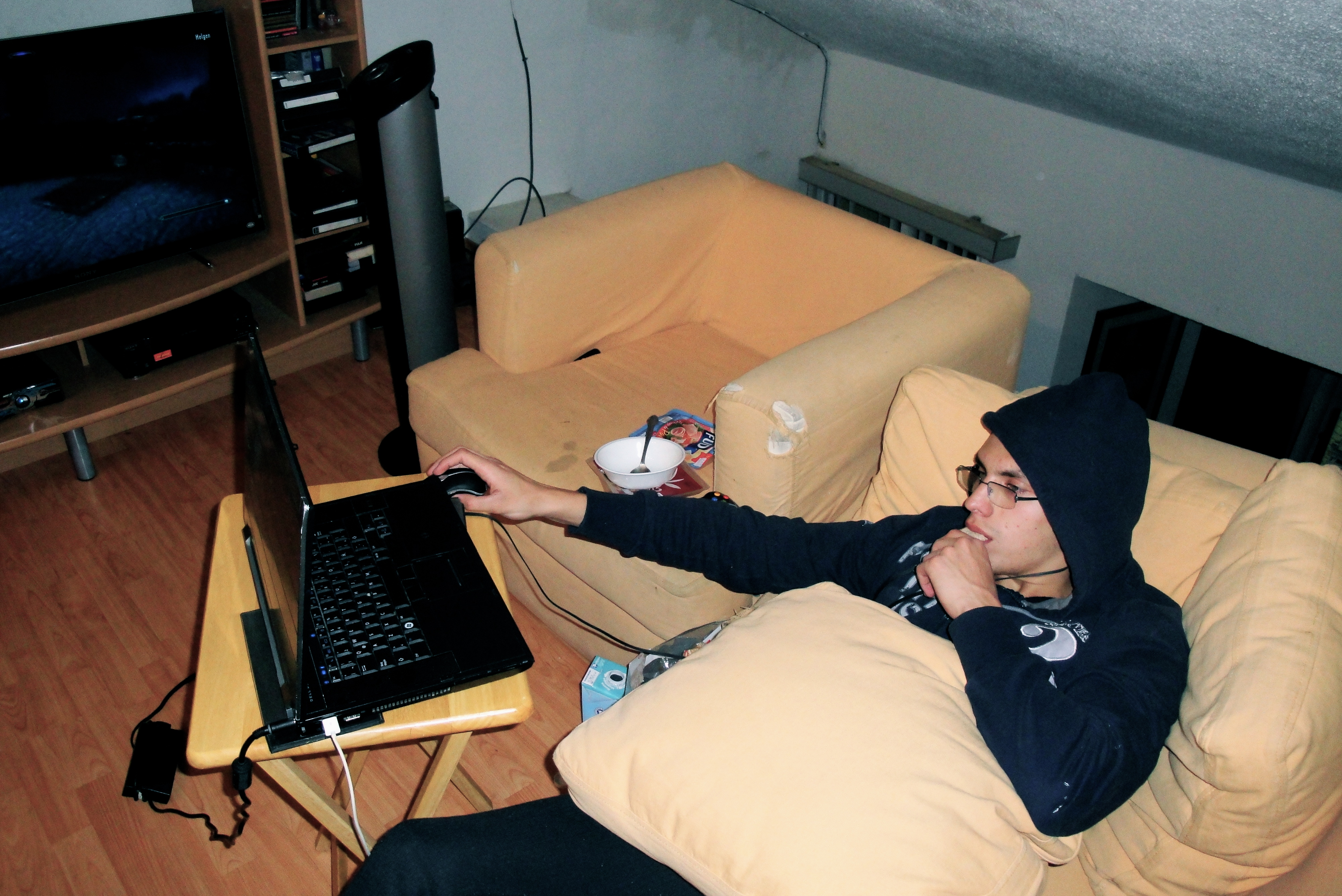

El uso problemático de Internet, se define generalmente como un uso problemático y compulsivo de Internet, que resulta en un deterioro significativo en la función de un individuo en varios aspectos de la vida durante un período prolongado. Es un fenómeno creciente que se da sobre todo en los grupos más jóvenes.
El uso problemático de Internet no ha sido reconocido como un desorden por la Organización Mundial de la Salud, el Manual diagnóstico y estadístico de los trastornos mentales  o la Clasificación Internacional de Enfermedades (CIE-11).  Sin embargo, el diagnóstico de Trastorno por videojuegos si ha sido incluido en el CIE-11.
Las controversias sobre el uso problemático de Internet incluyen si el trastorno es una entidad clínica separada o una manifestación de trastornos psiquiátricos subyacentes. Los investigadores han abordado la cuestión desde una variedad de puntos de vista, sin definiciones universalmente estandarizadas o acordadas. Esto ha llevado a dificultades en el desarrollo de recomendaciones basadas en evidencia.
Oficialmente sólo se puede hablar de un uso excesivo de internet que, si afectara a la vida diaria, sería por otras causas y el uso excesivo sería una consecuencia y no una causa de patología.

## Distintas posturas sobre la existencia o no del trastorno

### Contra la existencia
Según la catedrática de psicología de la Universidad de Deusto Helena Matute no existe la llamada "ciberadicción". La teoría se basa en:
- El término "adicción a Internet" fue originalmente una broma de correo electrónico.[2]
- La adicción a Internet no figura en el DSM V (editado el 18 de mayo de 2013), el manual más utilizado para el diagnóstico de desórdenes mentales, editado por la Asociación Americana de Psiquiatría, y tampoco ha sido aceptada por la Asociación Americana de Psicología. Los defensores de su existencia se escudan en que la red Internet es aún muy nueva y por eso no ha sido aún aceptada la existencia de esta adicción por las principales asociaciones profesionales. Su inclusión en el DSM V (el DSM IV data del año 2000) se encontraba a debate.[3] Al parecer fue rechazada de nuevo, incluyéndose, que  tenga que  ver con Internet, sólo la adicción al juego por Internet, como variante de la adicción al juego y desestimando así de nuevo que exista algo llamado "ciberadicción" o "adicción a Internet".

### A favor de la existencia
Varias clínicas y algunos expertos insisten en su existencia como patología y/u ofrecen una terapia para tratarla. Oficialmente se considera que pueda existir un "uso excesivo", pero nunca una "adicción", y que sus causas vendrán motivadas no por Internet en sí, si no por causas externas que llevan al usuario a buscar una vía de escape en Internet y sus posibilidades. Una de las causas más valoradas son los problemas para establecer relaciones sociales, algo más sencillo de conseguir por Internet gracias al anonimato y desinhibición, aunque puedan resultar más efímeras.
De acuerdo a Aguilar y Octavio los factores estresantes están relacionados en gran medida con las adicciones. Comenta Michael Kunar  que todas las drogas, el uso del Internet, y el chocolate afectan de forma similar al cerebro, por esta razón se puede decir que aunque el abuso del Internet no es considerado como una adicción tiene características similares a las de una persona adicta.

## Prevalencia
Según el informe sobre Adicciones comportamentales 2020 elaborado por ministerio de sanidad del gobierno español, en el año 2019/2020 un 3,7 % de la población española realizó un posible uso  compulsivo de internet, lo que supondría una cifra estimada de aproximadamente 1 100 000 personas solamente en España.

## Sociedad

### Adictos a Internet y la Tecnología Anónimos
Adictos a Internet y la tecnología Anónimos  (ITAA), fundado en 2017, es un programa de doce pasos que apoya a personas que tienen problemas con el uso compulsivo de Internet y la tecnología.  Algunas de las sub-adicciones más comunes incluyen la adicción a los teléfonos inteligentes, la adicción a los videos en internet, la adicción a la información y la adicción a las redes sociales. De manera similar a otras confraternidades de doce pasos como Comedores Compulsivos Anónimos o Adictos al Sexo y al Amor Anónimos, la mayoría de los miembros no definen la sobriedad como abstenerse completamente del uso de Internet. En su lugar la mayoría de los miembros encuentran sus propias definiciones de abstinencia y de comportamientos problemáticos, como no usar la computadora o Internet a ciertas horas o ubicaciones, o no visitar ciertos sitios o categorías de sitios webs que han probado a ser problemáticos en el pasado. 
Las reuniones proveen una fuente de apoyo para las personas, donde pueden compartir dificultades, victorias, y herramientas para aprender a funcionar en la vida una vez que se invierte menos tiempo en el uso problemático de la tecnología.